# Paul Sakowski
Paul Sakowski (né le 1er février 1920 à Wrocław et mort le 28 juillet 2006 près de Leipzig) était un détenu allemand du camp de concentration de Sachsenhausen, surnommé le bourreau de Sachsenhausen.

## Biographie
Sakowski a grandi dans une famille ouvrière communiste à Breslau. Ses parents étaient membres du KPD et, à l'âge de six ans, il appartenait lui-même à l'organisation de la jeunesse Spartakus. Son père Arthur Sakowski a été arrêté et inculpé en 1930 pour haute trahison. Il a accompli sa peine dans un pénitencier. Son fils Paul a grandi ensuite dans de mauvaises conditions avec sa mère. À la suite de la prise du pouvoir par les nationaux-socialistes, Arthur Sakowski a été immédiatement transféré au camp de concentration d'Esterwegen et n'a été libéré qu'en 1935.
Après avoir terminé en janvier 1934 ses huit années d'école élémentaire, Paul Sakowski a contribué à la subsistance de la petite famille en tant que garçon de courses. En décembre 1934, le jeune homme de quatorze ans a été arrêté par des membres de la Gestapo après une perquisition dans l'appartement de ses parents. Après des interrogatoires brutaux au cours desquels il a été interrogé sur les liens présumés de son père avec des membres du KPD, Paul Sakowski a finalement été libéré. Afin de rejoindre les Brigades internationales pendant la guerre civile espagnole, Sakowski et un ami ont tenté de traverser illégalement la frontière germano-tchécoslovaque, et ont été arrêtés et placés en détention.
En avril 1938, Sakowski fut transféré au camp de concentration de Sachsenhausen ; il était alors le plus jeune prisonnier du camp. En août 1939, le chef de la zone de détention, Kurt Eccarius, a torturé Sakowski en l'accrochant à des piquets. Il a été ensuite enfermé pendant dix semaines dans une cellule sans lumière. Le contexte de cette mesure était l'assistance à un détenu maltraité, qui avait fait l'objet d'une dénonciation. Ensuite, Sakowski est devenu aide-gardien dans la zone de détention, où il était chargé de servir de la nourriture. Parmi les prisonniers auxquels il apporta de la nourriture se trouvaient Georg Elser, Martin Niemöller et Herschel Grynszpan. En mars 1941, Sakowski a assisté au meurtre d'un codétenu par Eccarius et un autre SS. Ayant raconté ce fait , il a été trahi et placé à l'isolement pendant six mois. Sakowski a été sorti de sa cellule par Eccarius le 3 septembre 1941 puis conduit à la place d'appel devant les prisonniers rassemblés du camp de concentration avec son codétenu Wilhelm Böhm. Là, Sakowski et son codétenu Böhm ont été victimes d'une simulation d'exécution, qui a été arrêtée au dernier moment.
Immédiatement après, à la demande d'officiers SS, Sakowski et Böhm ont été emmenés dans un entrepôt dans lequel des soldats de l'Armée rouge capturés étaient assassinés avec une balle dans la tête derrière la tête. Sakowski et Böhm ont été forcés de traîner des centaines de corps hors de la salle d'exécution. Même après cela, Sakowski et Böhm étaient toujours employés comme porteurs  et incinérateurs de cadavres lorsque les transports de soldats de l'Armée rouge capturés atteignaient le camp de concentration de Sachsenhausen. Sakowski et Böhm ont attrapé le typhus. Böhm est décédé des suites de l'infection, tandis que Sakowski a survécu. Sakowski déclara plus tard qu'entre septembre 1941 et septembre 1943, il avait participé à l'incinération de 30 000 cadavres de prisonniers. Sakowski et Böhm ont également été contraints de procéder à des exécutions de codétenus. Selon Sakowski, Böhm aurait procédé aux exécutions sur la potence, alors qu'il déclarait lui-même n'avoir retiré que les corps de la potence.
Après la libération du camp de concentration, Sakowski est venu à Berlin, où, en juin 1945, il a participé à une cérémonie de libération des anciens prisonniers de Sachsenhausen à la Radio de Berlin. Là, il a été dénoncé à la police en tant qu'ancien bourreau de Sachsenhausen par des codétenus et arrêté. Peu de temps après, il a été livré au NKVD et brutalement interrogé. Sakowski  a été jugé lors du procès de Sachsenhausen le 23 octobre 1947 devant un tribunal militaire soviétique. Parmi eux se trouvaient Kurt Eccarius et Gustav Sorge, qui avaient maltraité Sakowski avec 25 coups de fouet avec le bâton lorsqu'il a été envoyé au camp de concentration de Sachsenhausen. Comme tous les autres accusés, Sakowski a été reconnu coupable et condamné à la réclusion à perpétuité avec travaux forcés. Les condamnés avaient été accusés d'avoir assassiné des soldats de l'Armée rouge et d'avoir contribué aux conditions inhumaines du camp. Après que le verdict ait été prononcé, lui et les autres condamnés ont été emmenés au camp de travail de Vorkuta du Goulag. Là aussi, il a dû enterrer les corps de prisonniers décédés. Au milieu des années 1950, Sakowski a été transféré de l'Union soviétique en République démocratique allemande, où il a été emprisonné dans la prison de Bautzen dans le Brandebourg et dans le camp de travail pénitentiaire de Berlin-Hohenschönhausen jusqu'en 1970. Pendant son emprisonnement, il écrivit, sur ordre de la Stasi, le Journal de Paul Sakowski. Après sa sortie de prison, il s'est marié. Sakowski a passé les dernières années de sa vie sous un faux nom dans une maison de retraite près de Leipzig.